# Рябовол, Василий Петрович
Василий Петрович Рябовол — советский хозяйственный и политический деятель.

## Биография
Родился в 1940 году в селе Паруновка. Член КПСС.
В 1962—1991 гг. — проходчик, бригадир горнопроходческой бригады Солнечного горно-обогатительного комбината Министерства цветной металлургии СССР.
Указами Президиума Верховного Совета СССР от 21 апреля 1975 года и 2 марта 1981 года награждён орденами Трудовой Славы 3-й и 2-й степени.
Указом Президиума Верховного Совета СССР от 3 февраля 1986 года за высокие производственные показатели, достигнутые в социалистическом соревновании по досрочному выполнению заданий одиннадцатой пятилетки, награждён орденом Трудовой Славы 1-й степени, став полным кавалером ордена Трудовой Славы.
Делегат XXVII съезда КПСС.
Жил в посёлке Солнечном Хабаровского края.